# La Entrada (ort i Honduras)
La Entrada är en ort i Honduras. Den ligger i departementet Departamento de Copán, i den västra delen av landet, 200 km nordväst om huvudstaden Tegucigalpa. La Entrada ligger 509 meter över havet och antalet invånare är 14 705.
Terrängen runt La Entrada är kuperad. Runt La Entrada är det ganska tätbefolkat, med 56 invånare per kvadratkilometer. La Entrada är det största samhället i trakten.  